# Tom Schilling
Tom Schilling (Berlino Est, 10 febbraio 1982) è un attore tedesco di cinema e televisione.
Nel 2009 affianca Isabella Ferrari nella miniserie Nel bianco.

## Filmografia parziale

### Cinema
- Schlaraffenland, regia di Friedemann Fromm (1999)
- Crazy, regia di Hans-Christian Schmid (2000)
- I ragazzi del Reich (Napola - Elite für den Führer), regia di Dennis Gansel (2004)
- Agnes und seine Brüder, regia di Oskar Roehler (2004)
- Le particelle elementari (Elementarteilchen), regia di Oskar Roehler (2006)
- Joy Division, regia di Reg Traviss (2006)
- Schwarze Schafe, regia di Oliver Rihs (2006)
- Pornorama, regia di Marc Rothermund (2007)
- Warum Männer nicht zuhören und Frauen schlecht einparken, regia di Leander Haußmann (2007)
- Robert Zimmermann wundert sich über die Liebe, regia di Leander Haußmann (2008)
- La banda Baader Meinhof (Der Baader Meinhof Komplex), regia di Uli Edel (2008)
- Das Leben ist zu lang, regia di Dani Levy (2010)
- Oh Boy - Un caffè a Berlino (Oh Boy), regia di Jan Ole Gerster (2012)
- Ludwig II, regia di Marie Noelle e Peter Sehr (2012)
- Who Am I - Kein System ist sicher, regia di Baran bo Odar (2014)
- Suite francese (Suite française), regia di Saul Dibb (2014)
- Woman in Gold, regia di Simon Curtis (2015)
- Opera senza autore (Werk ohne Autor), regia di Florian Henckel von Donnersmarck (2018)
- I pesci rossi (Die Goldfische), regia di Alireza Golafshan (2019)

### Televisione
- Die letzte Schlacht (2005)
- Nel bianco (Eisfieber) (2009)
- KDD - Kriminaldauerdienst (2007)
- Einfache Leute, regia di Thorsten Näter – film TV (2007)
- Una famiglia (Das Adlon. Eine Familiensaga) (2013)
- Generation War (Unsere Mütter, unsere Väter) (2013)
- The Same Sky (Der gleiche Himmel) (2017)
- Tkkg: Intrepidi detective regia di Robert Thalheim - film Tv (2019)
- Inspira, espira, uccidi (Achtsam Morden) (2024) Netflix serie

## Riconoscimenti
- 2013 – European Film Awards
  - Candidatura al miglior attore (per Oh Boy - Un caffè a Berlino)